# Rhipidia fidelis
Rhipidia fidelis là một loài ruồi trong họ Limoniidae. Chúng phân bố ở miền Tân bắc.